# Вогралик, Карел
Карел Вогралик (чеш. Karel Vohralík, 22 февраля 1945, Пардубице — 17 октября 1998, Пардубице) — чехословацкий хоккеист, защитник. Бронзовый призёр зимних Олимпийских игр в Саппоро 1972 года.

## Биография
Карел Вогралик известен по выступлениям за клуб «Тесла Пардубице» в чемпионате Чехословакии. За 13 сезонов, проведённых в клубе провёл 425 матчей, забросил 36 шайб. Вместе с партнёром по обороне Франтишеком Панхартеком и тройкой нападения Новак—Штястны—Мартинец был членом ударного звена «Теслы». В 1973 году стал чемпионом Чехословакии. Самым главным достижением Вогралика стала бронзовая медаль Олимпийских игр 1972 года. Также является бронзовым призёром чемпионата мира 1973 года. Всего за сборную Чехословакии сыграл 40 матчей. Внезапно умер 17 октября 1998 года в возрасте 53 лет.

## Достижения
Чемпион Чехословакии 1973
 Серебряный призёр чемпионатов Чехословакии 1975 и 1976
 Бронзовый призёр Олимпийских игр 1972
 Бронзовый призёр чемпионата мира 1973
 Бронзовый призёр чемпионата Чехословакии 1974

## Статистика
- Чемпионат Чехословакии — 425 игр, 36 шайб
- Сборная Чехословакии — 40 игр
- Всего за карьеру — 465 игр, 36 шайб